# Paronimia
In linguistica, la paronimia (dal greco pará, «vicino», e ónyma, variante di ónoma, «nome») è lo scambio di parole somiglianti nella forma, ma diverse nel significato. Quando è involontaria è detta malapropismo, termine che deriva dal nome di Mrs. Malaprop, personaggio caratterizzato da un linguaggio sgrammaticato, che appare nella commedia del 1775 I rivali (The Rivals), del drammaturgo irlandese Richard Brinsley Sheridan. Mrs. Malaprop, a sua volta, deve il nome all'espressione di lingua francese mal à propos, 'a sproposito'.
Più in generale si parla di acirologia (dal greco akyrología, da ákyros, 'illegale', e lógos, 'discorso') in riferimento all'uso scorretto o improprio delle parole, da cui discendono malapropismi e cacologie.

## Paronimia volontaria e involontaria
La paronimia "voluta" è da considerarsi un espediente retorico, sfruttato in vari ambiti, tra cui, ad esempio, il linguaggio della pubblicità e quello della comunicazione politica: come tale, è uno degli oggetti disciplinari della semantica.
Il suo studio però rimonta alle "teorie, sviluppatesi in particolare tra i modisti sul finire del secolo XIII, che inseriscono la relazione di paronimia nell’ambito della relazione tra intenzioni prime e seconde, atti dell’intelletto e riferimento degli oggetti conosciuti". Più in generale, "l'omonimia e la paronimia sono spinta creativa" del linguaggio, sorta dalla corruzione della lingua latina nel Medioevo e ripetutasi in procedimenti paronomastici anche in epoca moderna.
Sempre più spesso i mass-media mettono i locutori a contatto con linguaggi specialistici e registri più o meno ricercati. Il fenomeno del malapropismo diventa quindi sempre più diffuso: in quanto solecismo, è indice di competenze linguistiche limitate o quanto meno di scarso controllo dei registri linguistici "alti". Provenendo da chi non ha molta confidenza con essi, è quindi sociolinguisticamente stigmatizzata.

## Esempi di malapropismo
Alcuni esempi di malapropismi in italiano:
- ha usato un termine derogatorio (per denigratorio)[7]
- istigare una certa curiosità (per instillare una certa curiosità)
- trust blindato (per blind trust)[8]
- spiccicare-spiaccicare[9]
- rilevare-rivelare
- (dis)infettare-(dis)infestare
- implementare-incrementare.